# Vauville, Calvados

Vauville este o comună în departamentul Calvados, Franța. În 1 ianuarie 2022 avea o populație de 199 de locuitori.